# Ларио, Хуан
Хуа́н Ла́рио Са́нчес (исп. Juan Lario Sanchez) — испанский и советский летчик-истребитель, капитан.

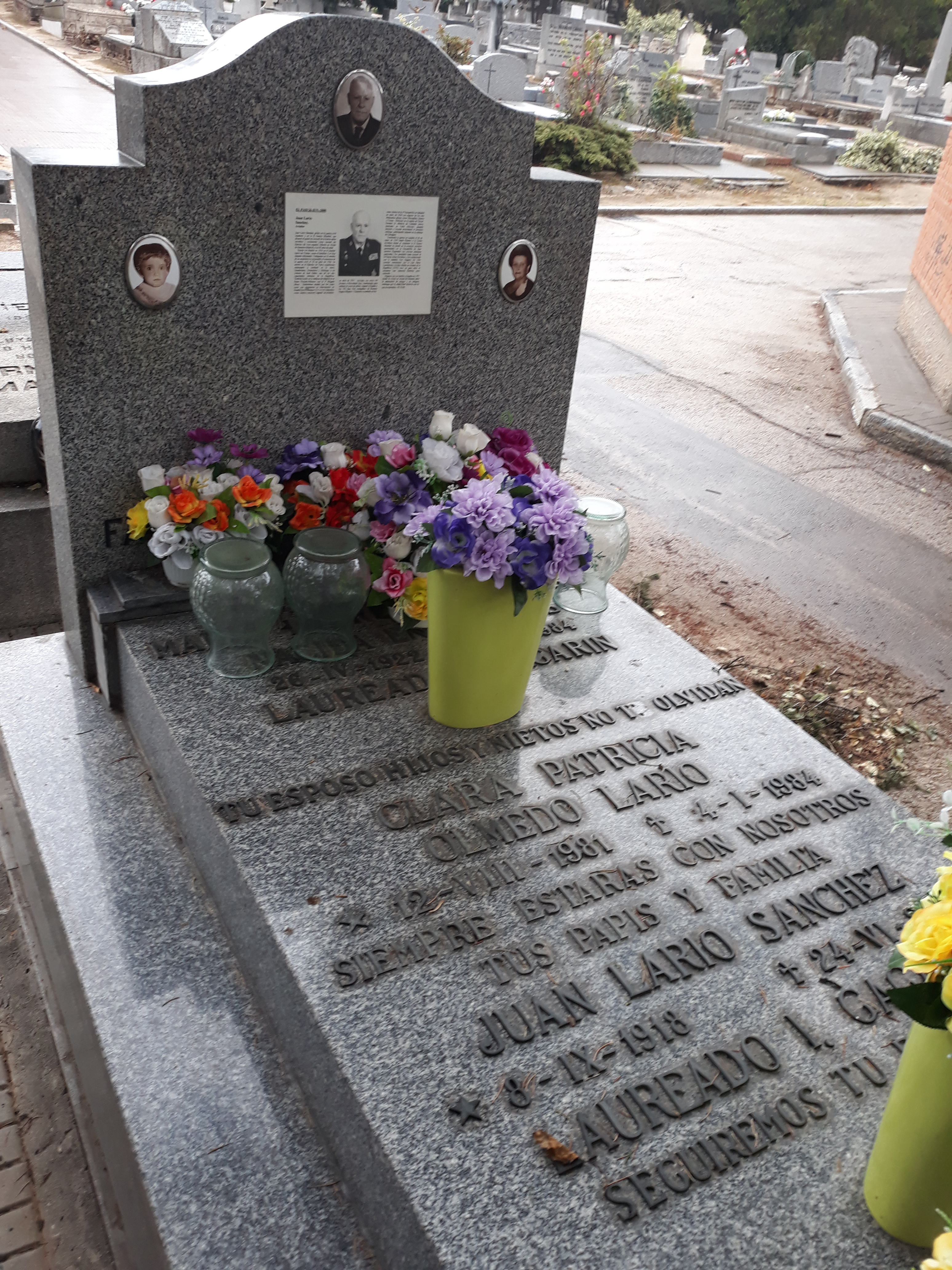
Могила в Мадриде

## Биография
Родился в 1918 году в Мадриде. Записался добровольцем в ВВС Республики. В мае 1937 года был направлен в Советский Союз для обучения в Кировабаде. 20 ноября 1937 выпущен сержантом. После возвращения на родину был лётчиком 4-й истребительной эскадрильи (с 12 января 1938), летал на И-15 и сбил 7 самолётов противника. 30 марта 1938 присвоено звание лейтенанта.
После падения Республики в мае 1938 эмигрировал в Советский Союз и 7 Июня 1939 года приехал в Ленинград. Затем направлен в Харьков, где и застал войну.
В первые же дни войны записался добровольцем в РККА, попал в часть, готовящую диверсантов. В 1941 году был лётчиком 283-го ИАП, базировавшегося на аэродроме Быково, участвовал в обороне Москвы. В Июне 1942 года направлен в Грозный, где служил в 108-м ИАП. Позднее был направлен в 127-й ИАП, а в декабре 1942 года принял участие в Сталинградской битве. В 1943 году участвовал в боевых действиях под Курском и Харьковом, а в конце года — под Киевом.
В 1945 году был командиром эскадрильи 348-го ИАП, вооружённого «Спитфайрами». Участвовал в боях в Польше и Германии. Во время Берлинской операции совершил несколько вылетов с аэродрома Темпельхоф.
К концу Великой Отечественной войны имел 886 боевых вылетов, участвовал в 97 боях и сбил ещё, помимо Испании, 35 самолётов (27 лично и 8 — в группе), став одним из самых результативных испанских пилотов.
До 1948 года оставался на службе в ВВС. В 1957 годов вернулся в Испанию, поселился в Мадриде.

## Награды
- орден Красного Знамени;
- орден Отечественной войны I и II степени;
- 2 ордена Красной Звезды;
- медали.